# Rīgas Vagonbūves Rūpnīca

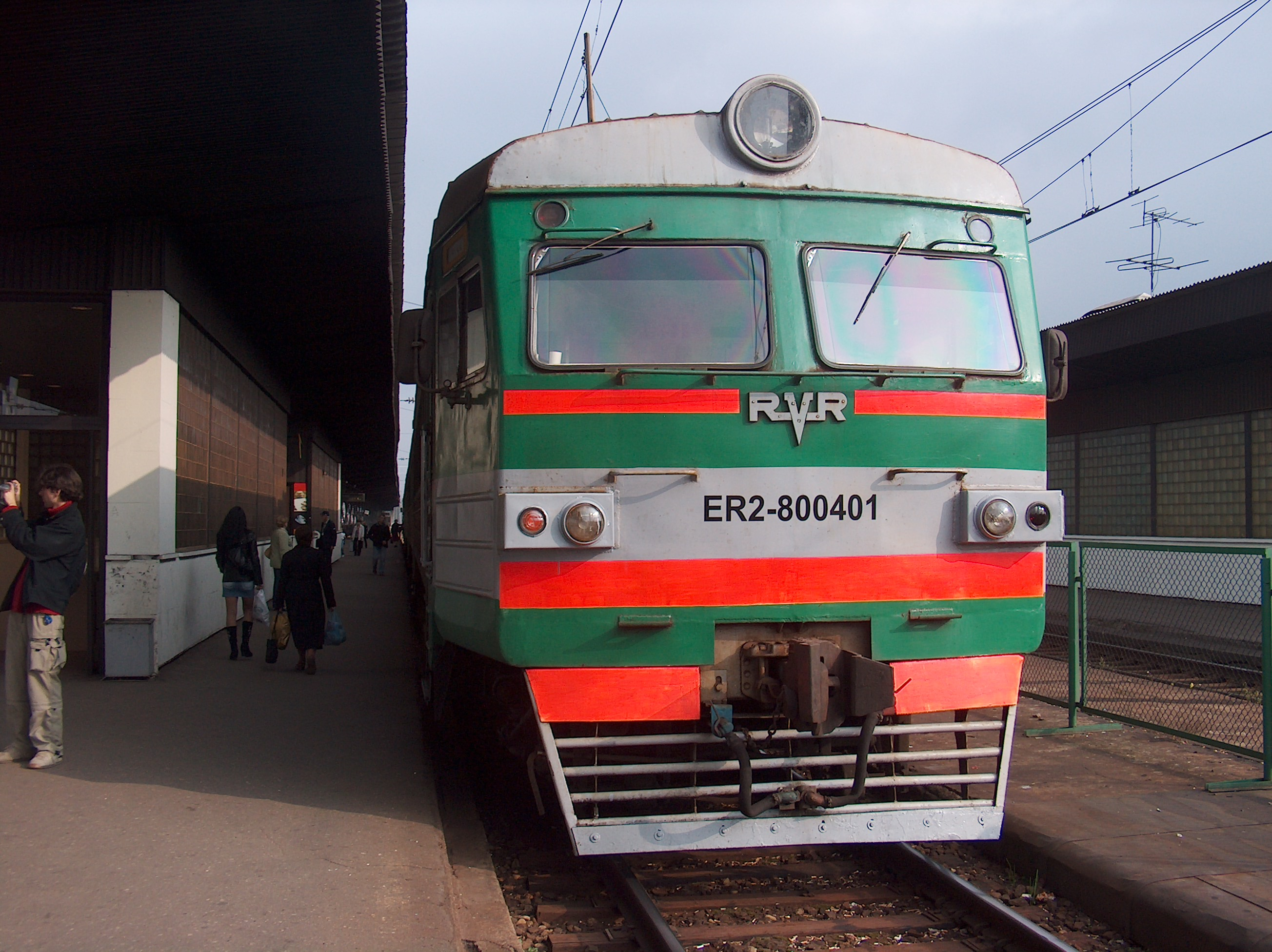
Triebwagen eines Nahverkehrszuges auf dem Rigaer Zentralbahnhof im September 2006

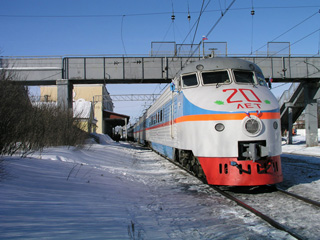
Hochgeschwindigkeitszug ER200

Rīgas Vagonbūves Rūpnīca (deutsch: Rigaer Waggonbaufabrik; kurz: RVR; russischer Name: Рижский вагоностроительный завод/Rischski wagonostroitelny sawod; kurz: РВЗ/RWS) ist ein lettisches Waggonbauunternehmen.

## Geschichte
Am 31. März 1895 erhielt der österreichische Industrielle Oscar Freivert (deutsch: Freywirth) vom Kaiser des Russischen Reiches die Erlaubnis, eine Aktiengesellschaft „Phoenix“ (Phoenix) zu gründen. Ende 1897 beschäftigte die Fabrik bereits mehr als 2.000 Arbeiter. Die Fabrik hat sich auf die Herstellung von Güter- und Personenwagen spezialisiert. Bis 1902 produzierte die Fabrik rund 7000 Wagen.
1910 steigerte die Fabrik ihre Produktion. 1913 produzierte das Werk 4000 Güterwagen und 200 Personenwagen, darunter einen Salonwagen für den Kaiserhof des Russischen Reiches und hochwertige Personenwagen für Italien.
Die Satzung der kombinierten Hütten-, Lokomotiv-, Wagen- und Maschinenfabrik "Phoenix" in Riga wurde am 30. Juni 1922 genehmigt. 1925 begann die Fabrik mit der Produktion neuer Wagentypen im Auftrag der Lettischen Eisenbahnen. Bis 1931 wurden insgesamt 196 Wagen gefertigt.
Zur Zeit der Sowjetunion produzierte RVR Straßenbahn- und Eisenbahn-Triebwagen für das ganze Land. Exportiert wurden die Fahrzeuge vor allem in das damalige Jugoslawien, nach Bulgarien und nach Kuba. In den Jahren 1973 und 1988 wurden hier drei sowjetische Hochgeschwindigkeitszüge ER200 hergestellt.
Seit 2001 war das Unternehmen Teil der Felix Holding und gelangte später in das Eigentum der East-West Industrial Group. Im Jahr 2017 musste es aufgrund von Steuerschulden und fehlender liquider Mittel Insolvenz anmelden.

## Wichtige Produktserien
- SŽD-Baureihe ДР1
- SŽD-Baureihe ЭР2